# ЖФК Црвена звезда
ЖФК Црвена звезда је женски фудбалски клуб из Београда и део је СД Црвена звезда. Такмичи се у Суперлиги Србије у фудбалу за жене, а своје утакмице игра на помоћном терену стадиона Рајко Митић.

## Историја

### Име клуба
Женски фудбалски клуб је формиран у Лазаревцу 2003. године под именом ЛАСК, а 27. фебруара 2012. године, када је извршена измена Статута, уз назив ЛАСК је придодато име Црвена звезда. Од сезоне 2015/16 клуб брише из имена ЛАСК, седиште клуба је премештено из Лазаревца у Београд.
Промоција ЖФК Црвена звезда одржана је 16. јуна 2011. године, када је потписан уговор о пословно-техничкој сарадњи између ФК Црвена звезда и ЛАСК-а из Лазаревца.

### Успеси клуба
Након оснивања 2003. године, клуб се прво такмичио у Другој женској лиги, а од сезоне 2006/07 постаје члан Прве женске лиге. Након формирања Суперлиге Србије у фудбалу за жене 2013. године, такмичи се у највишем такмичарском рангу.
Први трофеј у историји клуба освојен је 2. јуна 2018. године, када су Звездине фудбалерке освојиле Куп Србије.

## Резултати клуба у последњим годинама
| Сезона   | Ранг | Лига             | Позиција      |
| -------- | ---- | ---------------- | ------------- |
| 2011/12. | 1    | Суперлига Србије | 2. место      |
| 2012/13. | 1    | Суперлига Србије | 4. место      |
| 2013/14. | 1    | Суперлига Србије | 3. место      |
| 2014/15. | 1    | Суперлига Србије | 2. место      |
| 2015/16. | 1    | Суперлига Србије | 3. место      |
| 2016/17. | 1    | Суперлига Србије | 2. место      |
| 2017/18. | 1    | Суперлига Србије | 2. место      |
| 2018/19. | 1    | Суперлига Србије | 4. место      |
| 2019/20. | 1    | Суперлига Србије | Није одиграно |
| 2020/21. | 1    | Суперлига Србије | 3. место      |
| 2021/22. | 1    | Суперлига Србије | 2. место      |
| 2022/23. | 1    | Суперлига Србије | 2. место      |
| 2023/24. | 1    | Суперлига Србије | Првак         |

Куп Србије
Победник (3): 2017–18, 2023–24, 2024-25
Финалиста (4): 2011–12, 2014–15, 2018–19, 2022–23

## Тренутни тим
Напомена: Заставе означавају национални тим како је дефинисано ФИФА правилима подобности. Играчи могу имати више од једног држављанства који није ФИФА.
| Бр. |        | Позиција | Играч              |
| --- | ------ | -------- | ------------------ |
| 1   | Србија |          | Невена Еремић      |
| 2   | Србија |          | Ема Алексић        |
| 3   | Србија |          | Тијана Ђорђевић    |
| 4   | Србија |          | Тијана Жарковић    |
| 5   | Србија |          | Наталија Воркапић  |
| 6   | Србија |          | Нина Чавић         |
| 7   | Србија |          | Ана Шћепановић     |
| 8   | Србија |          | Анђела Крстић      |
| 9   | Србија |          | Ирена Мајсторовић  |
| 10  | Србија |          | Софија Сремчевић   |
| 11  | Србија |          | Ивана Малијар      |
| 12  | Србија |          | Јована Аранђеловић |
| 13  | Србија |          | Јована Миладиновић |
| 14  | Србија |          | Емилија Кучинар    |
| 15  | Србија |          | Јелена Стаменић    |
| 16  | Србија |          | Мина Чавић         |
| 17  | Србија |          | Мирела Тенков      |
| 18  | Србија |          | Мина Стојановић    |
| 19  | Србија |          | Ана Стојановић     |
| 20  | Србија |          | Николина Миловић   |
| 21  | Србија |          | Анђела Поповић     |
| 22  | Србија |          | Ања Јестровић      |

## Некадашње фудбалерке
- Милица Мијатовић
- Тијана Матић